# Лядов, Александр Николаевич
Алекса́ндр Никола́евич Ля́дов (1808—1871) — дирижёр балетного оркестра.

## Биография
Родился 29 августа (10 сентября) 1808 года в семье капельмейстера Петербургского филармонического общества Николая Григорьевича Лядова (1777—1831), у которого было девять детей — семеро стали музыкантами, в том числе Константин Николаевич Лядов; Александр был вторым сыном. Крестным отцом Александра стал капитан лейб-гренадерского полка Александр Васильевич Беклешенев; крёстная матерь — сестра жены Марии Андреевны (урожденной Никифоровой, дочери учителя Андрея Никифорова), девица Анна Андреевна Никифорова. 
Обучался в Московском театральном училище, где изучал музыку под руководством профессора Солива, и, окончив которое, несколько лет был оркестровым скрипачом.
В 1847 году Лядов стал дирижёром оркестра Санкт-Петербургского балета и занимал эту должность более двадцати лет. Также он дирижировал придворным бальным оркестром и считался в Петербурге лучшим дирижёром бальной музыки. Его оркестр в 1840—1850 годах постоянно играл на танцевальных вечерах в Дворянском собрании и лучших клубах в Санкт-Петербурге. В последние годы своей жизни Лядов неизменно дирижировал музыкальными вечерами в Дворянском собрании.
Обладая музыкальными способностями и музыкальной памятью, он создал множество бальных танцев (вальс «Невские звуки» и др.) на мотивы русских песен, а также написал музыку для нескольких балетов: «Пахита», «Сатанилла». Из сочинений Лядова особенный успех имели хор с оркестром «Возле речки, возле моста», романсы и танцы.
Скончался в Санкт-Петербурге 24 марта (5 апреля) 1871 года.

## Семья
Его дочь Анна (?—1871) была сначала балериной в Санкт-Петербургском балете, затем выступала с большим успехом как оперная певица.